# Aflytningen
Aflytningen (originaltitel: The Conversation) er en amerikansk psykologisk thriller film fra 1974 skrevet, produceret og instrueret af Francis Ford Coppola og stjernespækket med Gene Hackman, John Cazale, Allen Garfield, Cindy Williams, Frederic Forrest, Harrison Ford og Robert Duvall.

## Handling
Harry Caul er en professionel overvåger, der tager enhver opgave. Hans filosofi er enkel: jeg indsamle kun oplysninger, hvad kunderne gør med det er ikke mig. Problemerne hober sig i midlertidig op, da han skal overvåge en utro kone og hendes elsker. Da Harry skal til at fremlægge beviser på hendes mands kontor, forsøger hans assistent til at tage dem. Harry tilbageholdende med at udlevere noget, og pludselig indser han, at han er i besiddelse af langt mere alvorlige ting end udenomsægteskabelige anliggender. Samtidig begynder han at have mareridt om mennesker der bliver myrdet på grund af ham, og til sidst får han en fornemmelse af han selv, bliver overvåget.

## Cast
- Gene Hackman som Harry Caul
- John Cazale som Stan
- Allen Garfield som William P. "Bernie" Moran
- Cindy Williams som Ann
- Frederic Forrest som Mark
- Harrison Ford som Martin Stett
- Michael Higgins som Paul
- Elizabeth MacRae som Meredith
- Teri Garr som Amy Fredericks
- Mark Wheeler som Receptionist
- Robert Shields som The Mime
- Phoebe Alexander som Lurleen
- Robert Duvall som The Director (ukrediteret)
- Gene Hackman's bror, Richard Hackman, spillet to roller i filmen, præsten i skriftestolen, og en sikkerhedsvagt.[1]
- Gian-Carlo Coppola, den ni-årige søn af instruktørenFrancis Ford Coppola, spillede den lille rolle som en dreng i kirken.[2]

## Om filmen
Filmen blev tildelt Palme d'Or på Cannes Film Festival i 1975. Filmen blev også nomineret til tre Oscars.
I thrilleren Enemy of the State fra 1998 spiller Gene Hackman rollen som en aldrende sikkerhedekspert, der er kritisk over for regeringen. Det er blevet bemærket, at karakteren har ligheder med Harry Caul.

## Eksterne Henvisninger
- Aflytningen på Internet Movie Database (engelsk)
- Aflytningen på Filmdatabasen
- Aflytningen på Scope
- Aflytningen i Svensk Filmdatabas (svensk)
- Aflytningen på AlloCiné (fransk)
- Aflytningen på MovieMeter (nederlandsk)
- Aflytningen på AllMovie (engelsk)
- Aflytningen hos American Film Institute (engelsk)
- Aflytningens profil hos Encyclopædia Britannica Online (engelsk)
- Aflytningen på Turner Classic Movies (engelsk)